# Nitrosobenzen
Nitrosobenzen je organická sloučenina se vzorcem C6H5NO patřící mezi nitrososloučeniny. Jedná se o světle zelenou látku, která se vyskytuje v rovnováze se světle žlutým dimerem. Monomer i dimer jsou diamagnetické.

## Rovnováha mezi monomerem a dimerem

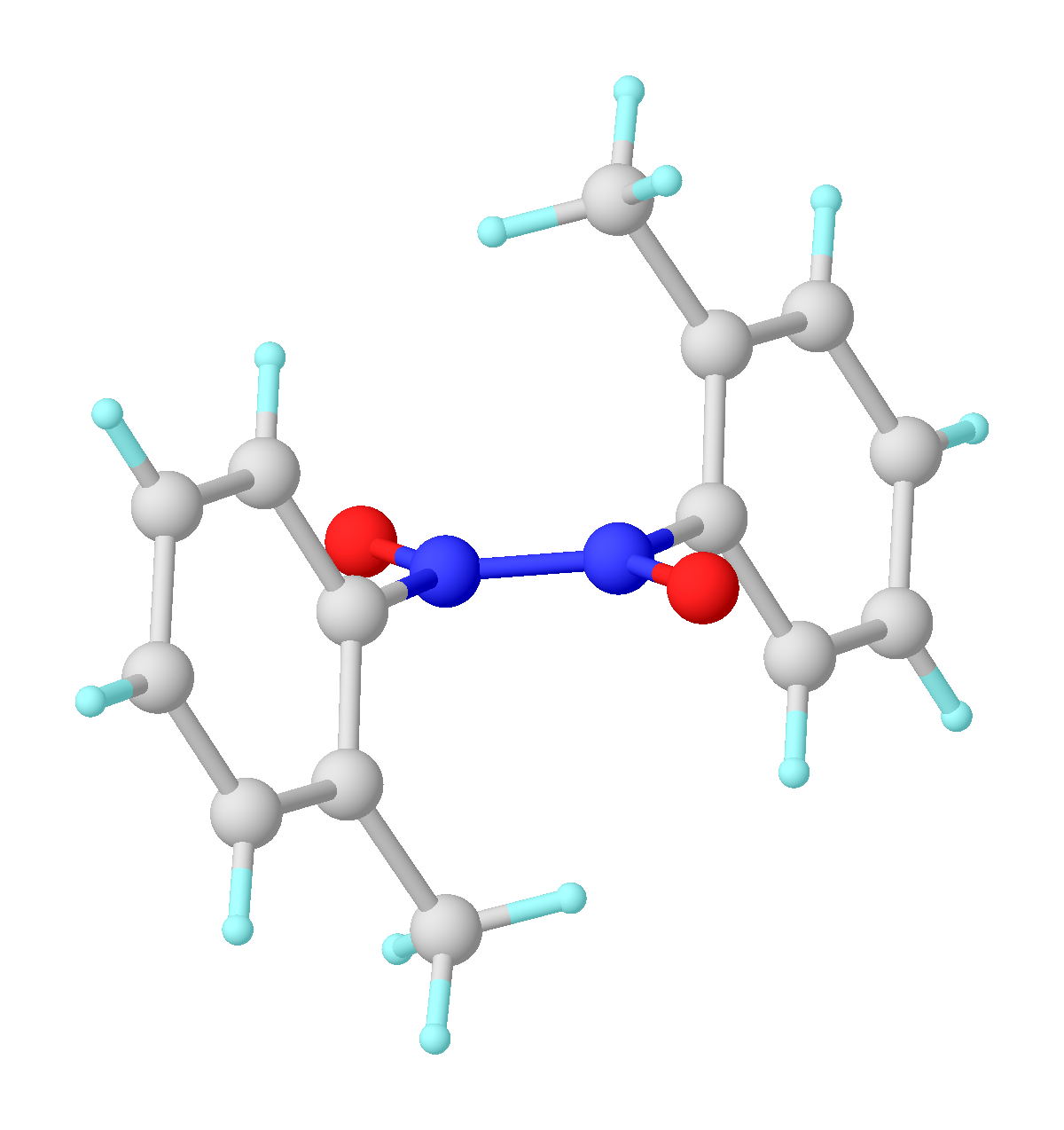
Struktura dimeru 2-nitrosotoluenu

Nitrosobenzen, stejně jako ostatní nitrosoareny, vytváří rovnováhu mezi monomerem a dimerem. Dimery obvykle převládají v pevném skupenství, monomery ve zředěných roztocích nebo za vyšších teplot. Dimery mají obecný vzorec Ar(O−)N+=N+(O−)Ar a mají cis- a trans-izomery, protože mezi atomy dusíku jsou dvojné vazby; někdy jsou dimery nazývány azobenzendioxidy. Cis-trans izomerizace probíhá skrz monomer.
U nitrosobenzenu lze monomer připravit sublimací. Monomerní forma sublimuje přednostně díky své nižší molekulové hmotnosti a vytváří tmavě zelené krystaly. Postupem času monomer dimerizuje na azobenzen-N,N′-dioxid, což je světle žlutá pevná látka. V souladu s Le Chatelierovým principem je nitrosobenzen v roztoku přítomen jako směs monomeru a dimeru v dynamické rovnováze, jejíž složení závisí na teplotě (zvýšením teploty se posune ve prospěch monomeru) a koncentraci (monomer převažuje při nižších koncentracích) a použitém rozpouštědle.

## Příprava
Nitrosobenzen poprvé připravil Adolf von Baeyer reakcí difenylrtuti s bromidem nitrosylu:
(C6H5)2Hg + BrNO → C6H5NO + C6H5HgBr
Novější postup spočívá v redukci nitrobenzenu na fenylhydroxylamin (C6H5NHOH), který je následně oxidován dichromanem sodným (Na2Cr2O7).
Nitrosobenzen lze také připravit reakcí anilinu s kyselinou peroxosírovou nebo peroxosíranem draseným.
Přečištění se provádí sublimací nebo destilací s vodní parou, přičemž vzniká zelená kapalina, která se mění na bezbarvou pevnou látku.

## Reakce
Nitrosobenzen se může účastnit Dielsových–Alderových reakcí s dieny. kondenzačními reakcemi s aniliny se tvoří deriváty azobenzenu; tato reakce se nazývá Millsova reakce. Redukce nitrobenzenů vede ke tvorbě anilinů.
Nejtypičtějšími reakcemi nitrosobenzenu jsou kondenzace s aktivními methylenovými skupinami, například s estery kyseliny malonové a fenylacetonitrilem. Fenylacetonitril (PhCH2CN) vytváří imin (PhC(CN)=NPh) v Ehrlichově-Sachsově reakci:
Ph–CH2-CN + Ph–NO → Ph–CH(CN)–N(OH)–Ph (oxyamination adduct) → PhC(CN)=N–Ph
Kondenzacemi s aktivními methyleny někdy vznikají produkty O-nitroso-aldolových reakcí:
R–CH2-CHO + Ph–NO → R–CH(CHO)–O–NHPh